# 肥前尾崎焼
肥前尾崎焼（ひぜんおざきやき）は、佐賀県神埼市で焼かれている陶器である。
弘安4年（1281年）、元寇の際に捕虜となった蒙古軍の兵隊が人形を作り、遠い祖国を偲んだのがルーツだと言われる。この技術が地元民に伝わり、肥前尾崎焼として、瓦や火鉢、鉢物などが作られた。ルーツについては諸説あり、地元で「蒙古屋敷の跡」と伝わる場所があり、古い陶器が出土する。安土桃山時代には長右衛門右京という陶工が作った茶器を豊臣秀吉に献上したところ、大変激賞し右京に御朱印を賜ったと伝えられる。江戸時代には幕府への献上品にもなった。江戸末期には生活雑器を焼いており、規模は小さいながらもそれなりに繁栄した。だがその頃の尾崎焼は非常に脆いものであったため、現存する物は極めて少ない。
始まりが古い分、近隣の伊万里焼や有田焼に比べ工程が簡素で、焼成温度も800度と低い。
昭和初期には火鉢や七輪、植木鉢、焙烙などを焼いていたが、その頃には既に5軒しか残っていなかった。戦後にはほとんどの火が絶え、2005年時点では「日の隈窯」一軒のみが残っていたが、かつての尾崎焼とは全く異なる焼き物である。現在の尾崎焼は地元産の土、釉薬、絵具を使い、白土を碾いて土に混ぜ、それに和紙染めという手法を用いて絵付けを行うものである。モチーフは近くの草花で、それを丁寧に写し取った物を意匠に凝らす。その作品は非常に温かみがあり、気品が漂う一品である。

## 尾崎人形
尾崎焼では器以外に、鳥や人間などをかたどった土人形が制作されており、現在ではこの尾崎人形が尾崎焼の伝統を唯一引き継ぐ形になっている。弘安4年（1281年）、元寇の際に捕虜となった蒙古軍の兵隊が人形を作り、遠い祖国を偲んだのが始まりだと言われる。鳩笛が有名だが、これは日本に残った兵士が故郷を思って吹き鳴らし、少しかしげた首も望郷の表れと伝えられる。
人形師であった伊東征隆が福岡の柳川に転居したため、地元佐賀県では廃絶した。だが1990年に八谷至大が「尾崎焼保存会」を結成して復活させた。八谷は2009年に死去し、現在は高柳政広が人形制作を続けている。この尾崎焼は福岡の赤坂人形の流れを汲む。また、赤坂人形と同様に鳩笛が有名で、鳴き声から「テテップー」という愛称がある。他には軍配持ち、堂内天神、饅頭割小僧などのユニークなモチーフがある。

## 参考
高柳政広「元寇の残兵 祖国しのぶ音◇佐賀・尾崎 笛や鈴になる焼き物・尾崎人形を継承◇」『日本経済新聞』朝刊2017年6月27日(文化面)